# Phiale ortrudae
Phiale ortrudae là một loài nhện trong họ Salticidae.
Loài này thuộc chi Phiale. Phiale ortrudae được María Elena Galiano miêu tả năm 1981.